# المدينة العائمة (رواية)
المدينة العائمة (بالفرنسية: Une ville flottante)‏، (بالإنجليزية: A Floating City)‏ هي رواية مغامرات من تأليف الروائي جول فيرن صدرت عام 1871. تتحدث هذه الرواية عن امرأة كانت على متن السفينة الشرقية العظمى (SS Great Eastern) مع زوجها الذي يسيء معاملتها، وتكتشف الرجل الذي تحب على متن السفينة أيضا.